# IFK Trelleborg
IFK Trelleborg, bildad 1910, är en idrottsförening i Trelleborg. På programmet finns fotboll och friidrott samt tidigare handboll. Från 2013 är föreningen uppdelad i separata föreningar: IFK Trelleborg Fotbollsklubb och IFK Trelleborg Friidrottsklubb medan handbollssektionen numera är nedlagd.
2015 spelade herrarnas fotbollslag i division 3 södra Götaland.

## Spelartruppen 2015
| Nr | Land    | Pos | Namn                  |
| -- | ------- | --- | --------------------- |
| 1  | Sverige | MV  | Marko Lukic           |
| 2  | Sverige | F   | Yousef Fakhro         |
| 4  | Sverige | F   | André Hansson         |
| 5  | Sverige | F   | Flamur Bajgora        |
| 7  | Sverige | MF  | Haris Berisha         |
| 8  | Sverige | MF  | Daniel Jovanović      |
| 10 | Sverige | A   | Fisnik Shala          |
| 11 | Sverige | MF  | Tim Jörwall           |
| 12 | Sverige | MF  | Christoffer Jacobsson |

| Nr | Land    | Pos | Namn              |
| -- | ------- | --- | ----------------- |
| 13 | Sverige | MF  | Magnus Bönnemark  |
| 14 | Sverige | F   | Fadi El Hage      |
| 15 | Sverige | MF  | Ola Johnn-Jönsson |
| 16 | Sverige | F   | Tobias Hansson    |
| 17 | Sverige | MV  | Kujtim Latifi     |
| 18 | Sverige | MF  | Oliver Wilson     |
| 20 | Sverige | MF  | Emil Mårtensson   |
| 21 | Sverige | MF  | Dennis Melander   |
| 22 | Sverige | A   | Syljeman Kraja    |